# Радово (община Босилово)
Вижте пояснителната страница за други значения на Радово.
Радово (на македонска литературна норма: Радово) е село в община Босилово на Северна Македония.

## География
Селото е разположено в Струмишкото поле, източно от Струмица.

## История
През XIX век селото е чисто турско. В „Етнография на вилаетите Адрианопол, Монастир и Салоника“, издадена в Константинопол в 1878 година и отразяваща статистиката на населението от 1873 година, Радово (Radovo) е посочено като село с 35 домакинства, като жителите му са 93 българи и 40 мюсюлмани. Според статистиката на Васил Кънчов („Македония. Етнография и статистика“) от 1900 година селото е населявано от 440 жители, всички турци.
При избухването на Балканската война през 1912 година двама души от селото са доброволци в Македоно-одринското опълчение.
След Междусъюзническата война през 1913 година в Радово, което остава в България, се заселват униати от кукушките български села. В 1916 година в селото служи униатският свещеник Стоян Пецов.
Според преброяването от 2002 година селото има 851 жители.
| Националност | Всичко |
| македонци    | 834    |
| албанци      | 0      |
| турци        | 16     |
| роми         | 0      |
| власи        | 0      |
| сърби        | 0      |
| бошняци      | 0      |
| други        | 1      |

## Личности
Родени в Радово
- Антон Ангелов (о. 1891 – ?), македоно-одрински опълченец, 3-та рота на 11-а сярска дружина, носител на орден „За храброст“ ІV степен[6]
- Гюро Иванов (о. 1884 – ?), македоно-одрински опълченец, 1-ва рота на 10-а прилепска дружина, ранен на 6 или 7 ноември 1912 година, носител на орден „За храброст“ IV степен[7]
- Киро Стоянов (р. 1959), скопски католически епископ и униатски екзарх
- Иван Ангелов (р. 1941), политик от Северна Македония